# تشارلي أدلارد
تشارلز «تشارلي» أدلارد (بالإنجليزية: Charles "Charlie" Adlard) مواليد 4 أغسطس، 1966، فنان رسومات قصص مصورة بريطاني، عمل مع روبرت كيركمان في سلسلة القصص المصورة الموتى السائرون منذ 2006.

## نشأتهُ
ولد تشارلي أدلارد في 4 أغسطس، 1966، في شروزبيري، إنكلترا. إرتادَ جامعة مايدستون للفنون في مقاطعة كنت، المملكة المتحدة.

## وصلات خارجية
- تشارلي أدلارد على موقع IMDb (الإنجليزية)
- تشارلي أدلارد على موقع قاعدة بيانات الفيلم (الإنجليزية)

- الموقع الرسمي